# Kanzel der Kirche Mariä Geburt (Rottenbuch)

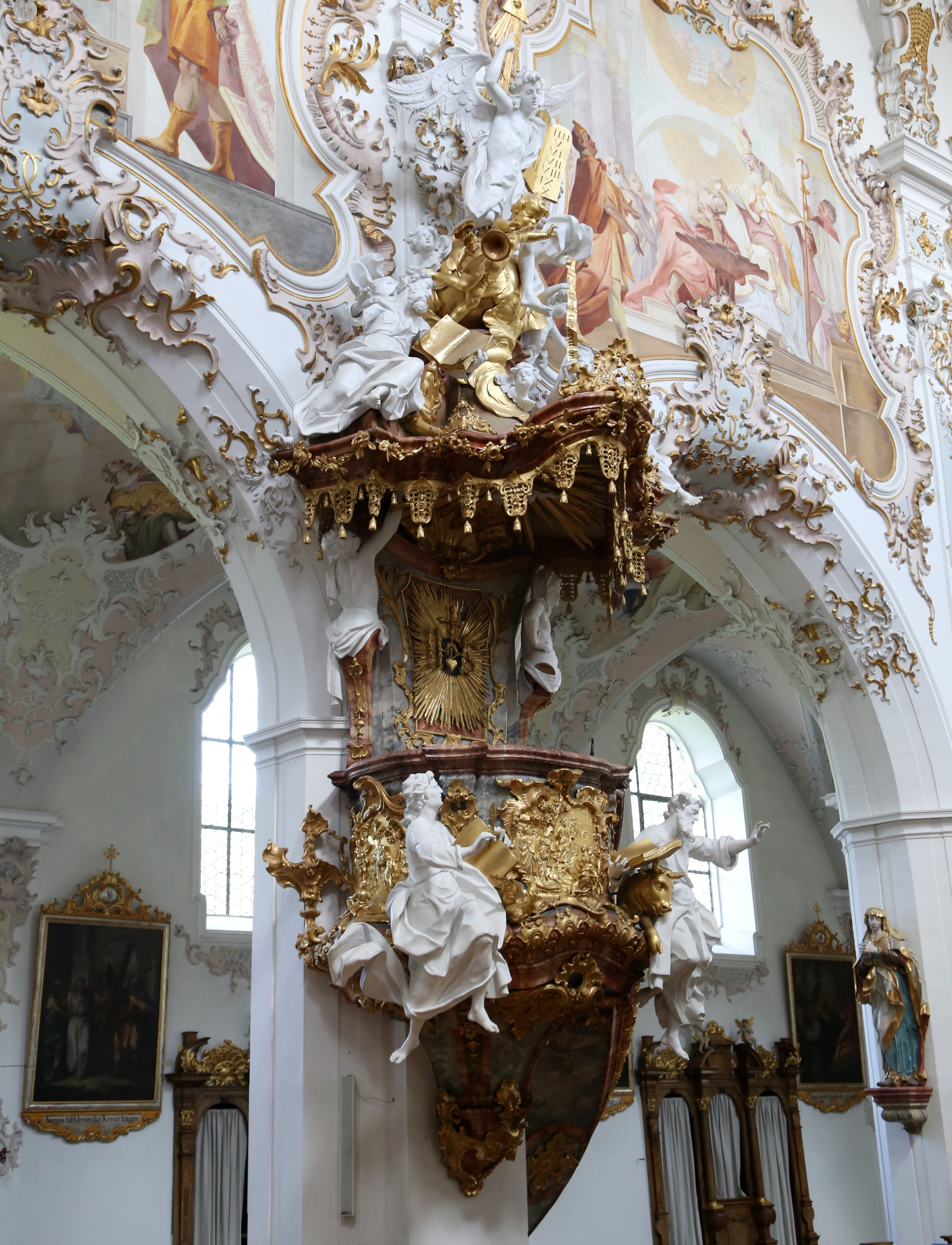
Kanzel in der Kirche Mariä Geburt

Die Kanzel der Kirche Mariä Geburt in Rottenbuch, einer Gemeinde im oberbayerischen Landkreis Weilheim-Schongau, wurde 1743 geschaffen. Die Kanzel ist ein Teil der als Baudenkmal geschützten Kirchenausstattung.

## Beschreibung
Die Kanzel im Stil des Rokoko wurde 1743 unter dem Propst Clemens Prasser vom Bildhauer Franz Xaver Schmädl und dem Rottenbucher Klosterkistler Thomas Pröbstl geschaffen. In einer Kurve schwingt sich die Stiege mit durchbrochenem Geländer aus vergoldetem Gitter- und Muschelwerk um den Pfeiler. Die Rückwand ist in der Mitte vom Monogramm Christi in Strahlenglorie ausgefüllt und von Pilastern eingefasst. Diese stützen den Schalldeckel. Vom Gesims hängen Lambrequins, die von einer Rosengirlande begleitet werden. 
Auf dem Schalldeckel sitzen seitwärts die Evangelisten Markus und Matthäus und in der Mitte ruht etwas erhöht die Weltkugel, um die ein Posaunenengel fliegt. Am Kanzelkorb sind die Evangelisten Johannes und Lukas dargestellt. Bekrönt wird die Kanzel von einem Engel, der in der linken Hand die Gesetzestafeln hält.

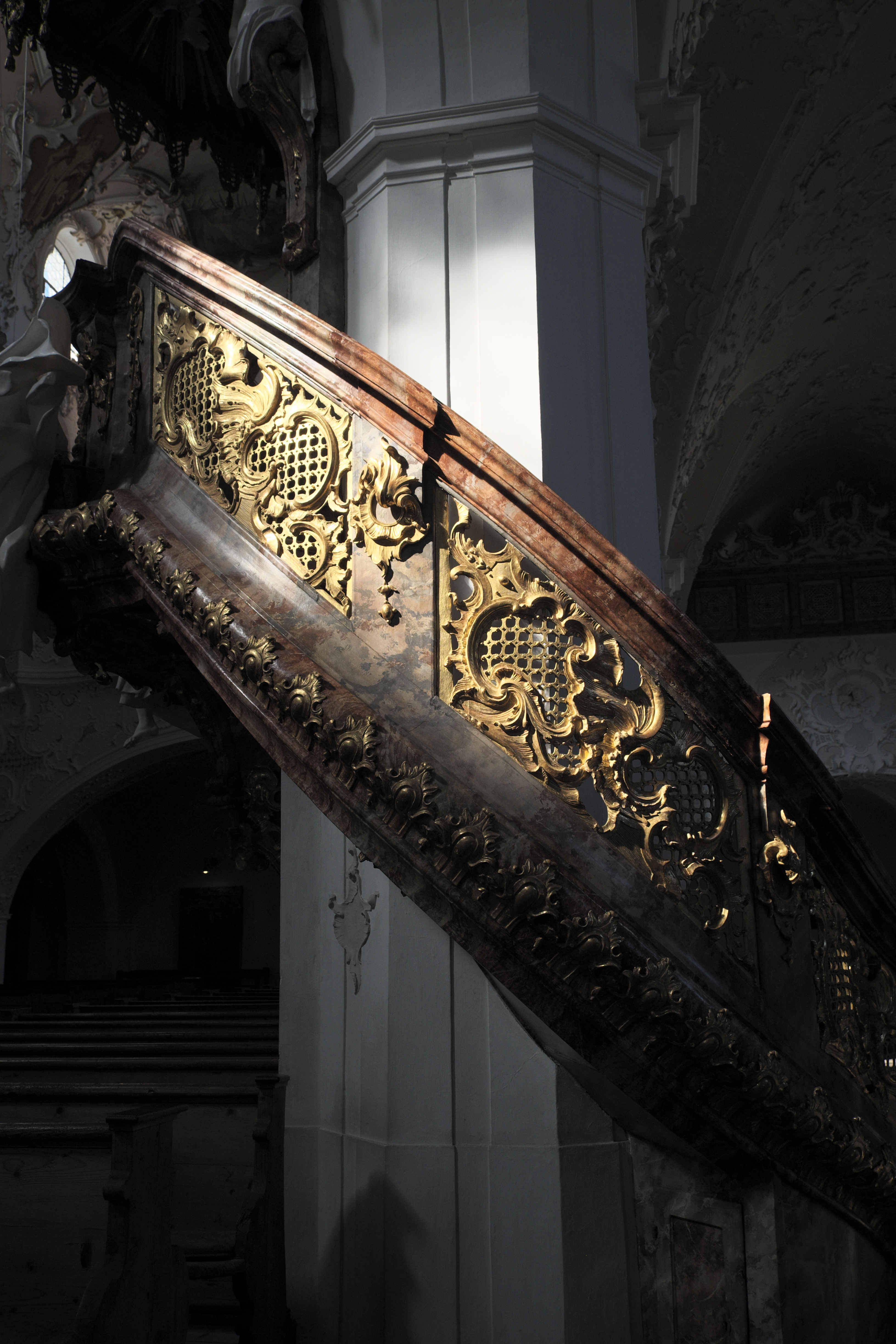
Aufgang zur Kanzel
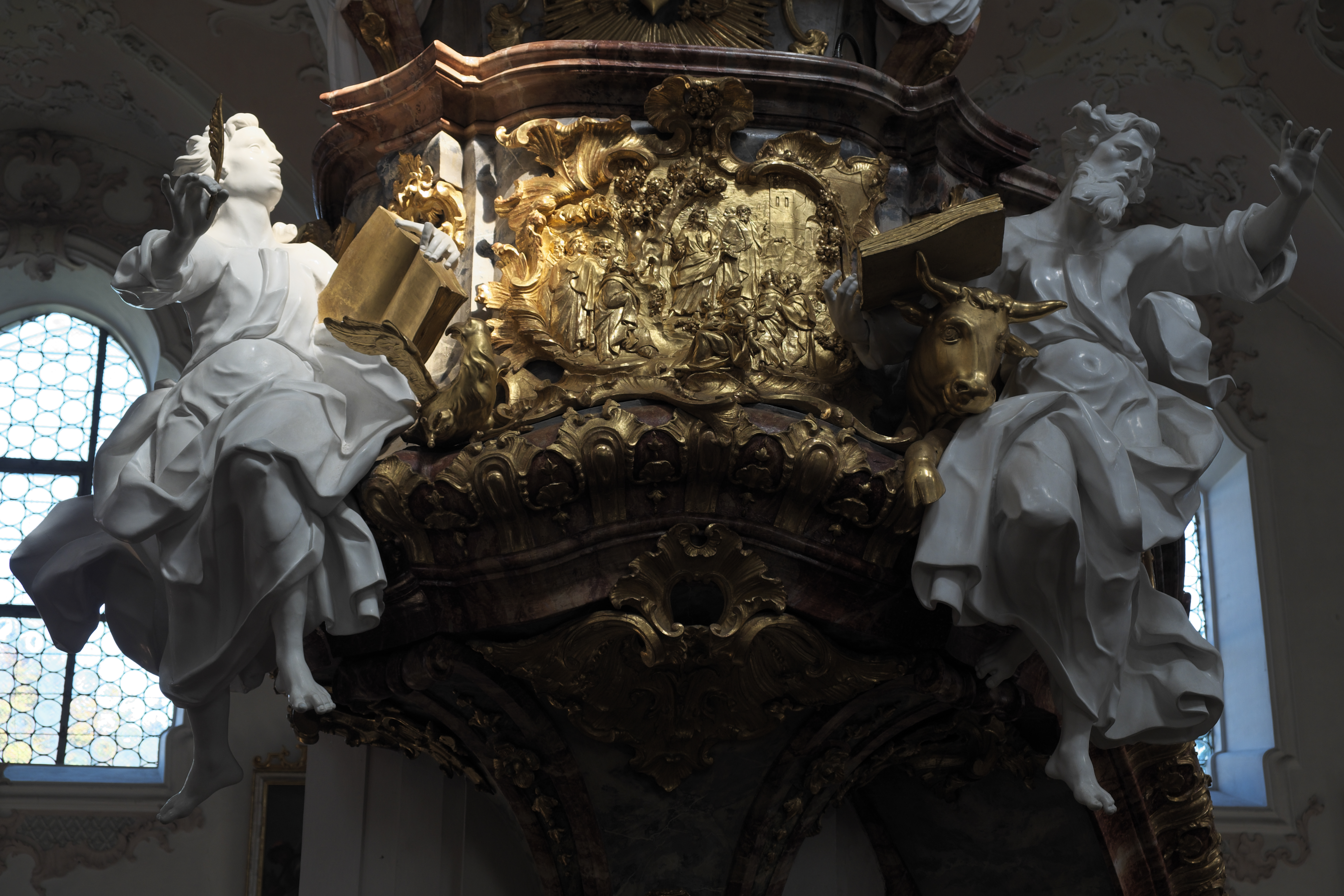
Kanzelkorb mit den Evangelisten Johannes und Lukas, in der Mitte die Darstellung der Bergpredigt
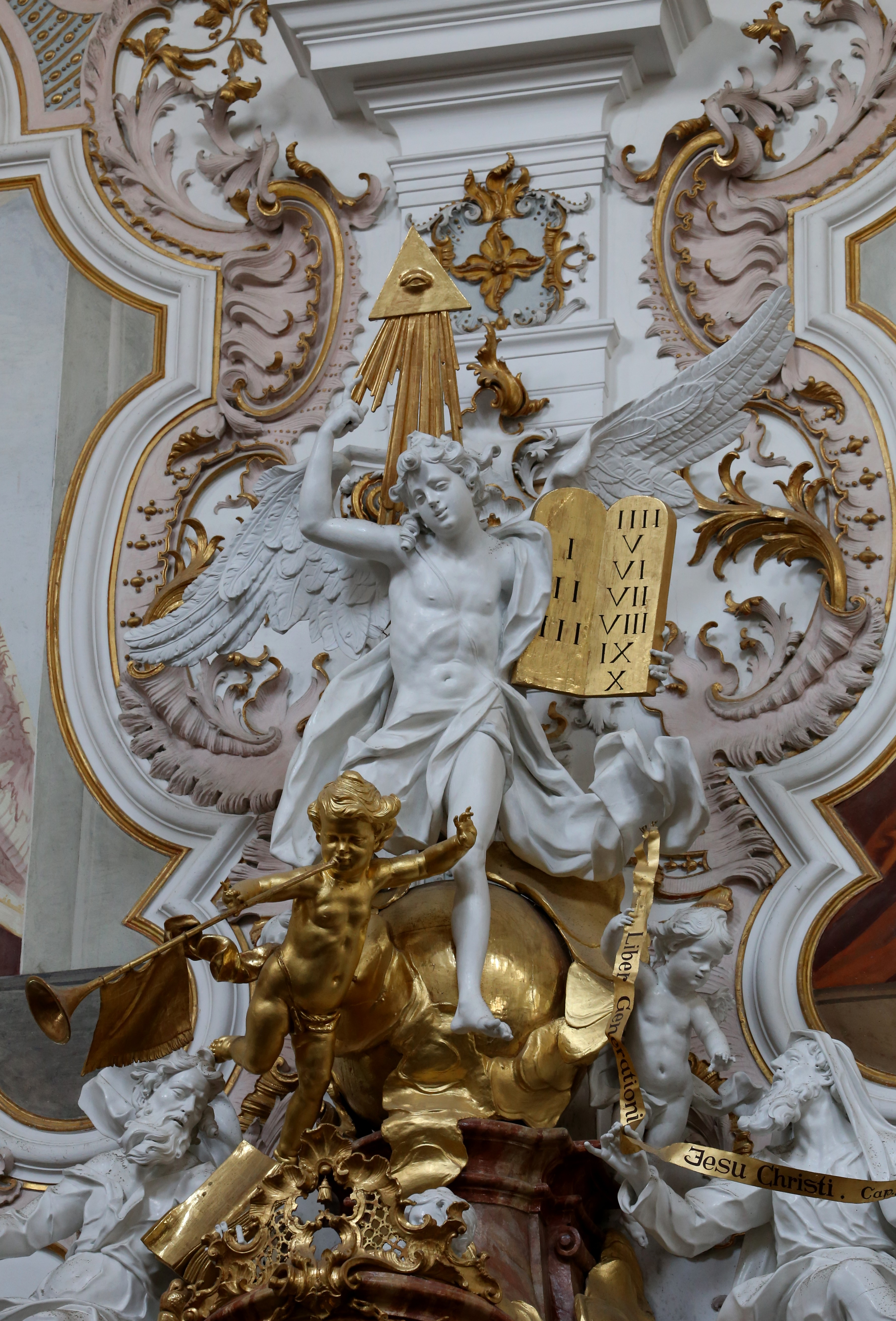
Schalldeckel mit Weltkugel und darüber Engel mit den Gesetzestafeln
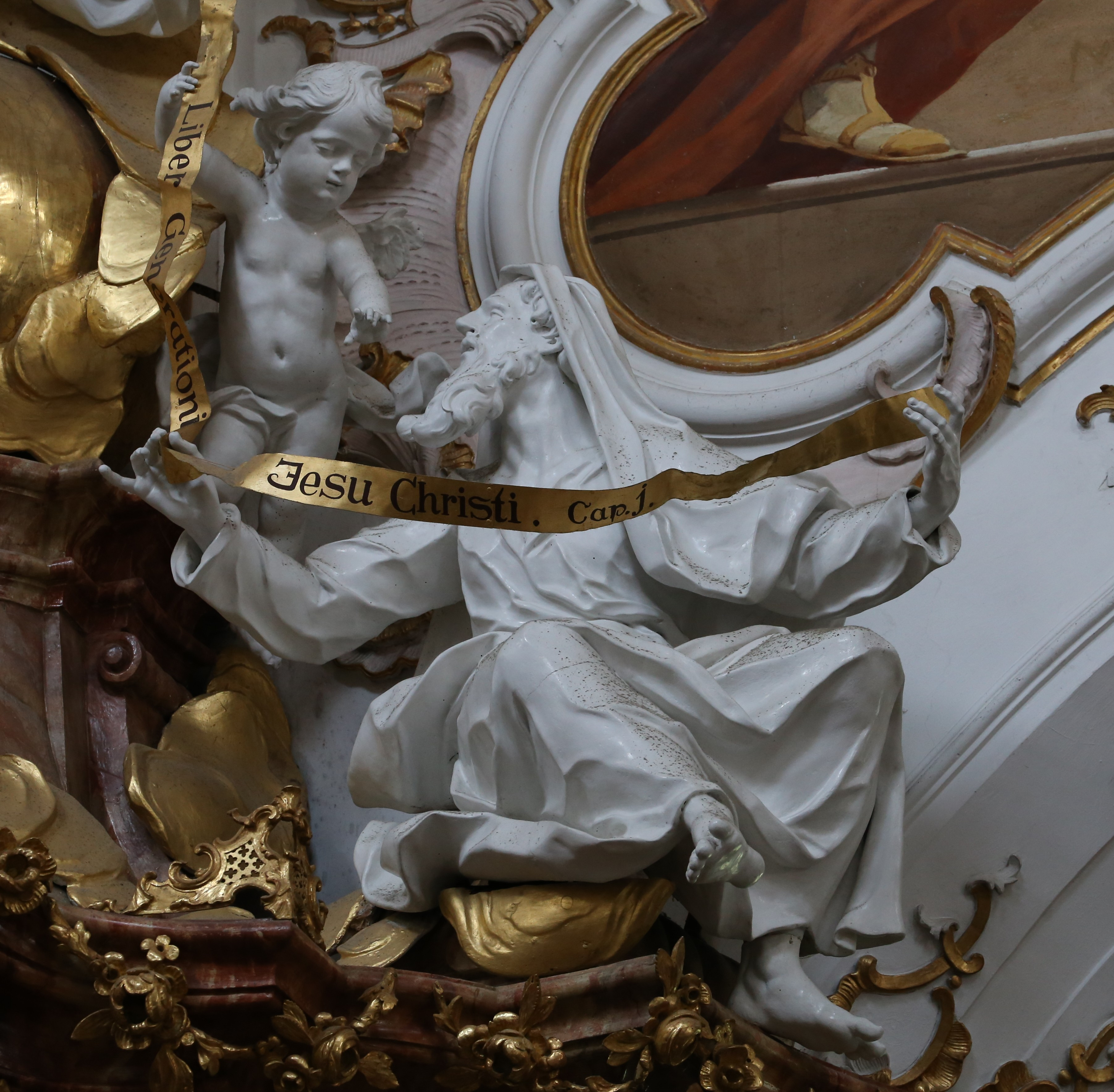
Evangelist Matthäus